# Фишер, Людвиг (юрист)
Людвиг Фишер (нем. Ludwig Fischer; 16 апреля 1905, Кайзерслаутерн, Германская империя — 8 марта 1947, Варшава, ПНР) — немецкий политический деятель, юрист, группенфюрер СА, губернатор дистрикта Варшава в польском генерал-губернаторстве. В 1947 году в Польше за военные преступления был приговорён к смертной казни и казнён.

## Биография
Людвиг Фишер родился 16 апреля 1905 года в строгой католической семье. Посещал 3,5 года народную школу и 9 лет реальное училище в Кайзерслаутерне. Впоследствии изучал право в университетах Гейдельберга, Мюнхена, Вюрцбурга и Эрлангена. В 1929 году после сдачи государственного экзамена в университете Эрлангена получил докторскую степень по праву. В 1930 году в Мюнхене была опубликована его диссертация под названием Пропущенный отчёт о преступлениях. С 1928 по 1932 года проходил судебную практику в Мюнхене и Кайзерслаутерне. Фишер бегло говорил на английском и французском языках.
Фишер рано примкнул к национал-социалистическому движению и 20 мая 1926 года вступил в НСДАП (билет № 36499). В феврале 1929 года присоединился к Штурмовым отрядам (СА) в Мюнхене. Там он проживал в Оберменцинге по адресу Линденалее 43, позже на Ратхохштрассе 87. 1 марта 1931 года поступил на работу в имперское правовое управление, где получил должность заместителя начальника юридического отдела. В том же году ему было присвоено звание штандартенфюрера СА в штабе высшего руководства СА.
После прихода нацистов к власти в 1933 году получил чин правительственного советника. Фишер поступил в недавно основанную в Мюнхене академию немецкого права, которую возглавлял имперский министр Ганс Франк. В 1937 году проходил военную службу. 1 мая 1937 года получил звание оберфюрера СА. В ноябре 1937 года стал членом рейхстага (23-й избирательный округ, Дюссельдорф Запад). В феврале 1938 года стал начальником штаба в имперском правовом управлении.
26 октября 1939 года на оккупированных польских землях было основано генерал-губернаторство. 24 октября 1939 года Фишер был назначен начальником администрации дистрикта Варшава и, таким образом, подчинялся генерал-губернатору Гансу Франку. 9 ноября 1939 года дослужился до бригадефюрера СА. Фишер назначил Хайнца Ауэрсвальда комиссаром Варшавского гетто. 26 октября 1940 года был произведён в группенфюреры СА. В декабре 1940 года потребовал смертной казни для евреев, покинувших гетто без разрешения.
25 апреля 1941 года получил титул губернатора. Фишер проживал на реквизированной вилле в пригороде Варшавы в Констанцине. С 10 апреля и до конца мая 1943 года исполнял обязанности губернатора дистрикта Люблин. 29 августа 1943 года приказал своей охране разогнать зрителей футбольного матча в Констанцине прицельными выстрелами, несколько человек было убито. Генерал-губернатор запретил спортивные мероприятия для поляков.
9 августа 1944 года во время Варшавского восстания был ранен, поэтому 22 августа он получил Железный крест 2-го класса и Крест «За военные заслуги» 1-й степени с мечами. Вице-губернатор, предыдущий начальник отдела в президиуме генерал-губернаторства в дистрикте Варшава, Герберт Хуммель погиб во время восстания.
17 января 1945 года Фишер бежал из Варшавы и скрылся в городе Бад-Нойштадт-ан-дер-Зале, где 10 мая 1945 года был арестован военнослужащими армии США. 30 марта 1946 года был экстрадирован в Польшу. 17 декабря 1946 года Фишеру было предъявлено обвинение вместе с тремя другими подсудимыми в Варшаве. 3 марта 1947 года Верховный национальный трибунал приговорил его к смертной казни через повешение и пожизненному лишению гражданских прав. 8 марта приговор был приведён в исполнение в тюрьме Мокотув.

## Семья
Фишер был женат на Фреде Коблиц, в браке родилось две дочери. Фреда была сестрой юриста Вильгельма Коблица, который возглавлял институт немецких работ на Востоке, расположенный в здании бывшего Ягеллонского университета. Фишер дружил с генерал-губернатором Франком. Жёны обоих мужчин часто ездили в гетто за украшениями, мехами и другими ценностями.